# Agència Nacional d'Avaluació de la Qualitat i Acreditació
La Fundació Agencia Nacional d'Avaluació de la Qualitat i Acreditació (ANECA) és un organisme de caràcter autònom, en forma de fundació estatal que va ser creada pel Consell de Ministres del Govern d'Espanya el 19 de juliol de 2002, en compliment de l'establert en la Llei Orgànica 6/2001, de 21 de desembre d'Universitats (LOU), en els seus articles 31 i 32.

## Naturalesa
Una fundació és un tipus de persona jurídica que es caracteritza per ser una organització sense ànim o finalitats de lucre. Dotada amb un patrimoni propi atorgat pels seus fundadors (en aquest cas, 250.000 euros per al cas de la Fundació ANECA), la fundació ha de perseguir les finalitats que es van considerar en el seu objecte social, si bé deu també cuidar del seu patrimoni com a mitjà per a la consecució de les finalitats. En aquest sentit, si bé la finalitat de la fundació ha de ser sense ànim de lucre, això no impedeix que la persona jurídica es dediqui al comerç i a activitats lucratives que enriqueixin el seu patrimoni per a un millor compliment de la fi última. És a dir, la Fundació ANECA si ben no persegueix la creació i repartició d'un benefici econòmic entre els seus participants, legalment sí que pot augmentar i rendibilitzar el seu patrimoni per aconseguir les seves finalitats d'interès general.

## Estructura
La Fundació ANECA està formada pel Consell de Direcció, el Patronat (del que forma part el Ministre de torn), la Comissió Tècnica i el Consell Assessor. El seu directors generals han estat
- Ismael Crespo Martínez (fundador, 2002-2004)
- Francisco Marcellán Español (2004-2006)
- Gemma Rauret i Dalmau (2006-2009)
- Zulima Fernández Rodríguez (2009-2012)
- Rafael van Grieken Salvador (2012-2015)
- Miguel Ángel Galindo Martín (2015-2017)
- José Arnáez Vadillo (2017-2020)
- Mercedes Siles Molina (2020-2023)
- Pilar Paneque (2023-)

Els Estatuts d'ANECA estableixen que el director serà nomenat pel Patronat, a proposta del Ministre per un període de quatre anys.

## Objectius
La missió de la Fundació ANECA és la coordinació de les polítiques de gestió de la qualitat a les Universitats espanyoles, per proporcionar una millora, tant en l'àmbit nacional com a internacional. Les polítiques de millorar es plantegen sempre en el sentit d'adaptar la Universitat al mercat:
| «                                                            | El discurs de modernització de l'estructura universitària, amb la seva cerca de nous marcs d'aprenentatge ha calat amb força, i són moltes les mesures que s'han posat en pràctica amb la finalitat de convertir l'ensenyament universitari en excel·lent i adaptar-la a les necessitats de les empreses. […] para això s'han analitzat i s'estan analitzant, a través de nombroses recerques al mercat de treball, quins són els requeriments actuals de les organitzacions empresarials. Les universitats, per la seva banda, adaptaran els seus plans d'estudi i mètodes d'aprenentatge a aquest catàleg de competències. | » |
| — Text oficial de la ANECA: El debat sobre les competències. | |   |

La Fundació ANECA pretén, mitjançant els seus informes d'avaluació conduents a la certificació i acreditació, el mesurament del rendiment del servei públic de l'educació superior conforme a criteris objectius i processos transparents. La seva fi última és aconseguir la promoció i garantia de la qualitat de les Universitats i de la seva integració en el Espai Europeu d'Educació Superior.

## Activitats
Les sis activitats que realitza la Fundació ANECA, segons els seus estatuts, són:
1. l'avaluació i acreditació dels ensenyaments conduents a l'obtenció de títols de caràcter oficial i validesa en tot el territori nacional;
2. l'avaluació i certificació dels ensenyaments conduents a l'obtenció de diplomes i títols propis de les Universitats i centres d'educació superior;
3. avaluació de les activitats docents, investigadores i de gestió del professorat universitari;
4. avaluació dels seus complements retributius i les altres avaluacions que, en matèria de professorat, li atribueix la legislació vigent;
5. avaluació dels centres que imparteixen ensenyaments a Espanya conforme a sistemes educatius estrangers;
6. avaluació de les activitats, programes, serveis i gestió dels centres i institucions d'educació superior, així com qualssevol altres activitats i programes que li atribueixi la normativa vigent i que puguin realitzar-se per al foment de la qualitat docent i investigadora per part de les Administracions públiques, sense perjudici de les competències dels òrgans d'avaluació externa que hagin creat les lleis de les Comunitats Autònomes.

La Fundació ANECA pot dur a terme convenis amb organismes privats, tant nacionals com a internacionals, quan siguin necessaris per complir les seves finalitats fundacionals a través d'aquestes sis accions. Un exemple real de l'exercici efectiu d'aquesta possibilitat per part de la Fundació ANECA, és el “Acord de Col·laboració entre el Club Excel·lència en Gestió, Via Innovació i la Fundació Agencia Nacional d'Avaluació de la Qualitat i Acreditació (ANECA)”, signat en 2006. L'acord de col·laboració es produeix entre el “Club Excel·lència en Gestió, Via Innovació (CEG)”, una associació de caràcter empresarial sense ànim de lucre, i la Fundació ANECA, una organització sense ànim de lucre. Els representants legals tant de la Fundació ANECA com del CEG declaren, en l'acord de col·laboració, que “el model de l'EFQM va ser adoptat a Espanya per a l'avaluació de l'Administració Pública tant per l'Administració General de l'Estat com per diverses administracions de Comunitats Autònomes”. En aquest acord, ambdues organitzacions declaren que existeixen espais de complementarietat funcional entre elles. L'objectiu d'ambdues organitzacions, des dels seus respectius àmbits de competències, és textualment el següent: “un Esquema de Reconeixement/Acreditació per als serveis i unitats de gestió de les organitzacions i institucions, idèntic al que utilitzen internacionalment les empreses i organitzacions que han aconseguit el major reconeixement social respecte a l'Excel·lència en la seva gestió: el Model EFQM d'Excel·lència creat per la Fundació Europea per a la Gestió de la Qualitat (European Foundation for Quality Management)”.

## Acreditació i agències autonòmiques
És aquesta fundació estatal la que determina la capacitació i acreditació dels docents per impartir classe en les universitats espanyoles. En aquesta mateixa línia, a partir de la seva creació, les Comunitats Autònomes han creat agències regionals amb similars funcions dins del seu àmbit competencial, com són:
- Agència Andalusa d'Avaluació (AGAE).
- Agència de Qualitat i Prospectiva Universitària d'Aragó (ACPUA).
- Agència de Qualitat Universitària dels Isles Balears (AQUIB).
- Agència Canària de Qualitat Universitària i Avaluació Educativa (ACCUEE, abans ACECAU).
- Agència de Qualitat Universitària de Castella-la Manxa (ACUCM).
- Agència per a la Qualitat del Sistema Universitari de Castella i Lleó (ACSUCYL).
- Agència per a la Qualitat del Sistema Universitari de Catalunya (AQU).
- Agència Valenciana d'Avaluació i Prospectiva (AVAP).
- Axencia para a Calidade do Sistema Universitario de Galicia (ACSUG).
- Fundació per al coneixement Madri+d (Madrimasd).
- Agència de Qualitat del Sistema Universitari Basc (UNIBASQ).